# Torneo de Mallorca 2016
El  Mallorca Open 2016 fue un torneo de tenis femenino jugado al aire libre en hierba. Fue la 1ª edición del evento. Se llevó a cabo en el Club de tenis de Santa Ponsa, En Calviá, Mallorca, España, entre el 13 y el 19 de junio de 2016.

## Cabeza de serie

### Individual
| Tenista             | Ranking | Preclasificada |
| Garbiñe Muguruza    | 2       | 1              |
| Sara Errani         | 22      | 2              |
| Jelena Janković     | 24      | 3              |
| Ana Ivanović        | 25      | 4              |
| Kristina Mladenovic | 32      | 5              |
| Yulia Putintseva    | 35      | 6              |
| Monica Niculescu    | 37      | 7              |
| Caroline Garcia     | 38      | 8              |

- Ranking del 6 de junio de 2016

### Dobles
| Tenista                                | Ranking | Preclasificada |
| Raquel Atawo Abigail Spears            | 42      | 1              |
| Anabel Medina Arantxa Parra            | 62      | 2              |
| Eri Hozumi Miyu Kato                   | 129     | 3              |
| Gabriela Dabrowski María José Martínez | 130     | 4              |

## Campeonas

### Individuales
Caroline Garcia venció a  Anastasija Sevastova por 6-3, 6-4

### Dobles
Gabriela Dabrowski /  María José Martínez vencieron a  Anna-Lena Friedsam /  Laura Siegemund por 6-4, 6-2